# Strauss' Engagement Waltzes
Strauss' Engagement Waltzes är en vals utan opustal av Johann Strauss den yngre. Ort och datum för första framförandet är okänt.

## Historia
1872 engagerades Johann Strauss som dirigent till "Världsfredsjubileet" och "Internationella Musikfestivalen" i Boston i juni och juni. Valserna som Johann Strauss komponerade, eller arrangerade, i USA faller inom två kategorier: pastischverk - såsom Jubilee-Waltz, Sounds from Boston Waltzes och Farewell to America Waltz, sammanställda från tidigare, publicerade valser; och valser som helt bygger på originalteman. Strauss' Engagement Waltzes tillhör den senare kategorin och tillsammans med Strauss' Autograph Waltzes och Strauss' Centennial Waltzes representerar de det bästa av Strauss kompositioner från USA.
Frågan återstår i vilken form som Strauss överlämnade valsen till "White & Goullaud". Vissa okaraktäristiska svagheter i övergångarna mellan de olika valsdelarna tyder på en mindre erfarenhet än Strauss, vilket öppnar för möjligheten att Strauss endast presenterade valsskisserna för förlaget och de i sin tur anlitade en annan arrangör för att slutföra en fullständig komposition. Ett annat alternativ är att dessa publicerade kompositioner inte har något med Johann Strauss att göra, utan är verk av oseriösa förläggare som försökte profitera på namnet 'Strauss'.

### Strauss "amerikanska" valser
- Walzer-Bouquet No 1 (Fram till slutet identisk med Manhattan-Waltzes)
- Jubilee-Waltz
- Strauss' Autograph Waltzes *
- Strauss' Engagement Waltzes *
- Strauss' Centennial Waltzes *
- Strauss' Enchantement Waltz *
- Colliseum Waltzes*
- Farewell to America Waltz*
- Greeting to America Waltz*
- New York Herald Waltz
- Sounds from Boston Waltzes*
- Manhattan-Waltzes (Fram till slutet identisk med Walzer-Bouquet No 1)
- *= Upphovsmannaskap av Strauss är tveksamt.

## Om verket
Speltiden är ca 8 minuter och 49 sekunder plus minus några sekunder beroende på dirigentens musikaliska tolkning.